# Bambou (chanteuse)
Pour les articles homonymes, voir Bambou (homonymie) et Paulus.
Caroline Elisabeth Paulus, dite Bambou, née le 1er mars 1959 à Villeneuve-sur-Lot (Lot-et-Garonne), est une mannequin et chanteuse française.
Elle fut la dernière compagne de Serge Gainsbourg, dans les années 1980, et lui inspira la chanson Bambou (1981). Celle-ci est écrite par Serge Gainsbourg, composée et interprétée par Alain Chamfort.

## Biographie
Bambou est la fille d'un légionnaire allemand engagé en Indochine et d'une mère vietnamienne d'origine chinoise,. Selon Bambou, son père est un neveu de Friedrich Paulus, célèbre général allemand de la bataille de Stalingrad, mais cette parenté reste incertaine.
Sixième enfant de sa mère, elle est confiée, avec ses frères et sœurs, à la DDASS de Denfert-Rochereau, alors qu'elle est âgée de seulement six mois, puis placée en famille d'accueil à Sainte-Livrade-sur-Lot au CAFI, acronyme du Centre d'accueil des Français d'Indochine. Caroline vécut également dans la Nièvre à Rémilly, avec une de ses sœurs, dans deux foyers distincts, mais les deux nourrices étaient sœurs et habitaient dans le même village.
Elle rencontre Serge Gainsbourg à l'Élysée-Matignon, discothèque chic à Paris, au bas des Champs-Elysées, en 1980.
En 1981, elle l'accompagne à Los Angeles. Serge Gainsbourg est invité par Alain Chamfort qui lui demande d'écrire les chansons de son prochain album (Amour année zéro), dont le titre à succès Bambou. D'après Alain Chamfort, « Gainsbourg était fasciné par le fait que Bambou était junkie. Une sorte de curiosité malsaine, parce qu'elle osait aller jusqu'au bout de cette logique autodestructrice qui était aussi la sienne… Il disait avec une sorte de détachement : Ouais, la petite, elle exagère, j'ai encore retrouvé des seringues dans la salle de bains ! » En 1981 encore, elle sert de mannequin à Gainsbourg pour le livre de photos Bambou et les poupées.
En 1982, elle participe au film Enquête sur une vie d'artiste.
En 1983, elle apparaît dans le clip de Renaud (réalisé par Serge Gainsbourg) pour la chanson Morgane de toi.
En 1984, Gainsbourg utilise tout au long du titre Love on the Beat des cris de jouissances enregistrés à l'insu de Bambou.
En 1986, un fils nommé Lucien dit Lulu, naît le 5 janvier de sa relation avec Gainsbourg. Bambou révèlera en 2001 lors d'une interview avec Thierry Ardisson qu'auparavant elle avait déjà perdu un bébé à 6 mois et demi sans même avoir connaissance de sa grossesse.
Sa carrière de chanteuse est éphémère : elle interprète des chansons de Gainsbourg sur un unique album, sorti en 1989, et intitulé Made in China. Gainsbourg a imputé l'échec de cet album au fait que sa sortie ait malencontreusement coïncidé avec la répression des manifestations de la place Tian'anmen.
Elle chante en 2003 en duo avec Marc Lavoine sur la chanson Dis-moi que l'amour. En 2007, elle enregistre une nouvelle fois avec lui pour le duo Nuits de Chine, reprise de son propre titre de 1989, concluant la compilation Les Duos de Marc.
En 2024, elle publie aux éditions XO son autobiographie sous le titre Pas à pas dans la nuit.

## Discographie
- 1987 : Opium, en duo avec Jacques Dutronc

- 2001 : Ne dis rien, en duo avec Lulu Gainsbourg
- 2003 : Dis-moi que l'amour, en duo avec Marc Lavoine
- 2007 : Nuits de Chine, en duo avec Marc Lavoine

## Dans la fiction
Dans Serge Gainsbourg : vie héroïque (2010) de Joann Sfar, son rôle est interprété par Mylène Jampanoï.